# Clément Kvitka

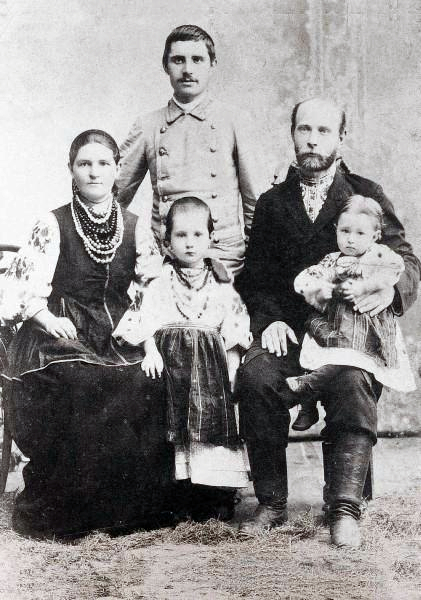
Klyment Kvita avec la famille de sa sœur.

Klyment Vasilyovich Kvitka (en ukrainien : Климент Васильович Квітка), né le 23 janvier 1880 à Khmeliv (région de Soumy) et mort le 19 septembre 1953 à Moscou, était un musicologue et ethnographe ukrainien. Il était le mari de la poétesse Lessia Oukraïnka.

## Biographie
La famille de Klyment Kvitka joua un rôle important dans l'initiative de préserver la musique kobzar et d'enregistrer celle-ci sur des disques de cire pour être écoutée sur des phonographes.
Il a perdu son père tôt et sa mère l'a envoyé, à l'âge de cinq ans, dans une famille bourgeoise de Kiev, car elle ne pouvait pas subvenir aux besoins de son fils. Ils lui ont donné une éducation approfondie. Il a étudié la musique dès l'âge de 7 ans avec des professeurs privés, puis à l'école de musique de Kiev de la Société musicale russe. En 1897, il est diplômé du lycée de Kiev avec une médaille d'or.
Klyment Kvitka a poursuivi ses études à l'Université Saint-Vladimir de Kiev (aujourd'hui l'Université nationale Taras-Chevtchenko de Kiev, obtenant son diplôme en 1902.
En 1907, il épouse la poétesse Lessia Oukraïnka.
En 1908, les premiers enregistrements de doumy ont été réalisés en 1899. En 1908, Klyment Kvitka et Lessia Oukraïnka enregistrèrent sur phonographe le chant du kobzar Hnat Hontcharenko et les cylindres de cire furent envoyés au musicologue et folkloriste Filaret Kolessa à Lviv pour transcription.
De 1920 à 1933 , il travailla à l'Académie des sciences de la République socialiste soviétique d'Ukraine, où il organise le Cabinet d'ethnographie musicale. Parallèlement, il enseigna à l'Institut supérieur de musique et de théâtre de Kiev. Pendant 8 ans, il a publié une quarantaine d'articles scientifiques, des recherches, des revues détaillées, deux recueils de chansons folkloriques.
En 1933, Klyment Kvitka est licencié pour des accusations politiques et arrêté pendant un mois et demi. Laissé sans moyens de subsistance et craignant une nouvelle arrestation, il s'installe à Moscou et commence à travailler au Conservatoire de musique de Moscou, où il donne un cours de musique des peuples de l'URSS.
Le 8 février 1934, il est de nouveau arrêté dans le soi-disant « cas des Slaves », fabriqué par l'ODPU, a été emprisonné pendant 3 ans. Il a purgé sa peine dans les tristement célèbres camps de concentration de Karlag et d'Alma-Ata au Kazakhstan .
Le 13 avril 1936, il est libéré prématurément et réintégré au Conservatoire de Moscou. Jusqu'à la fin de sa vie, Klyment Kvitka y a travaillé comme professeur et chef du Cabinet de musique folklorique.
Il décède le 19 septembre 1953 à Moscou et est enterré au cimetière Vagankovo.

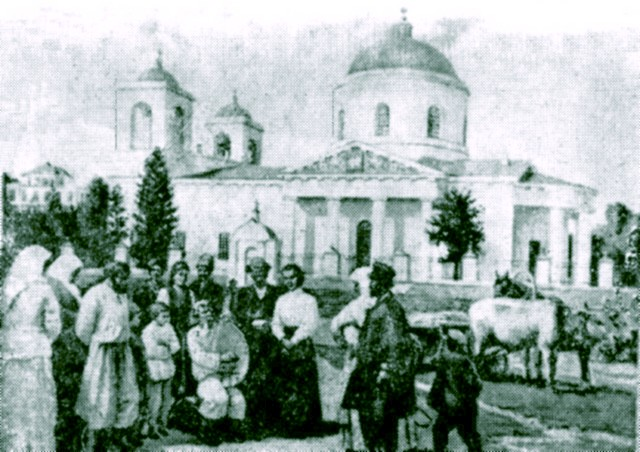
Clément Kvita et Lessia Oukraïnka près de la cathédrale Sainte Dormition de Hadiatch.